# Merginae

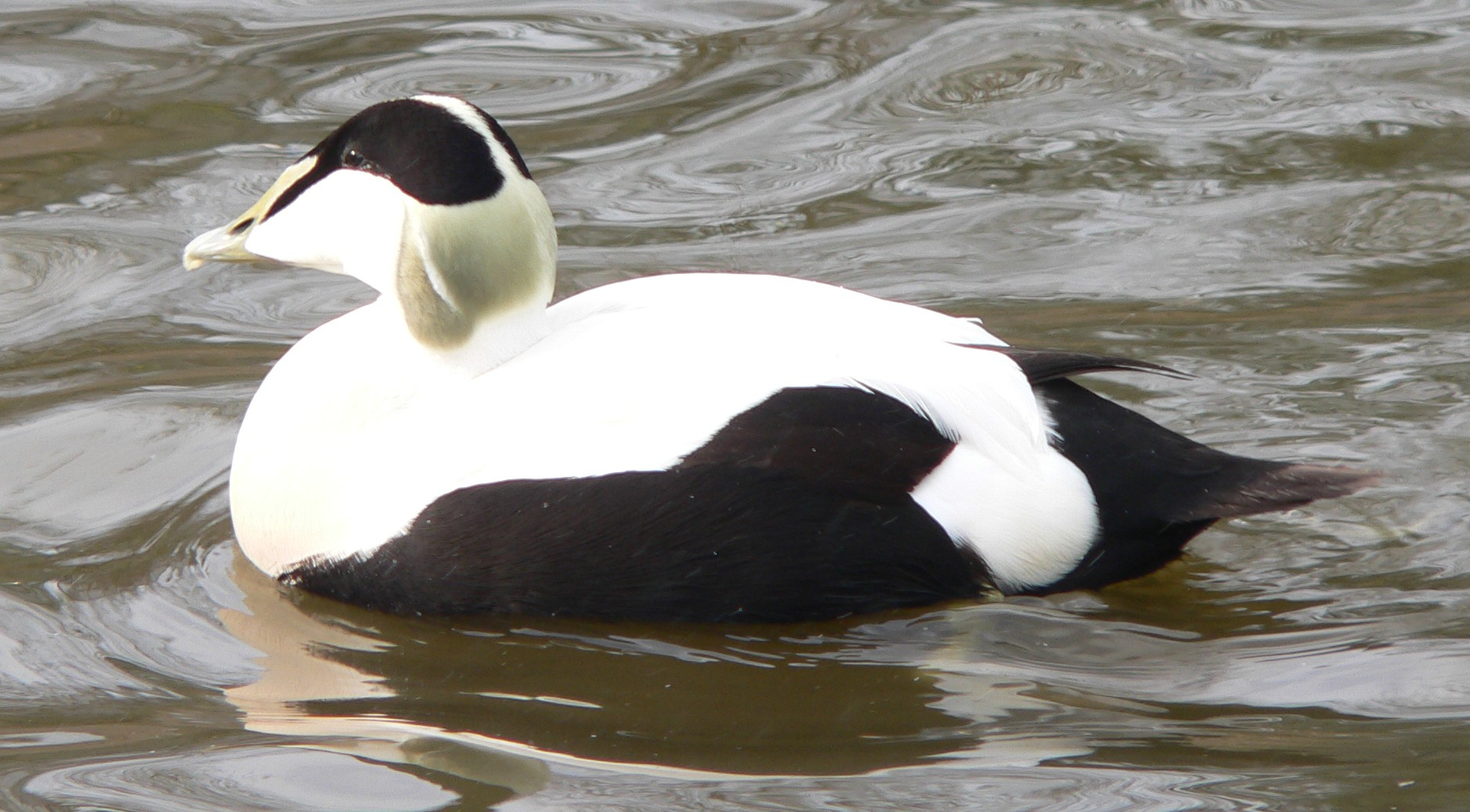
Eider

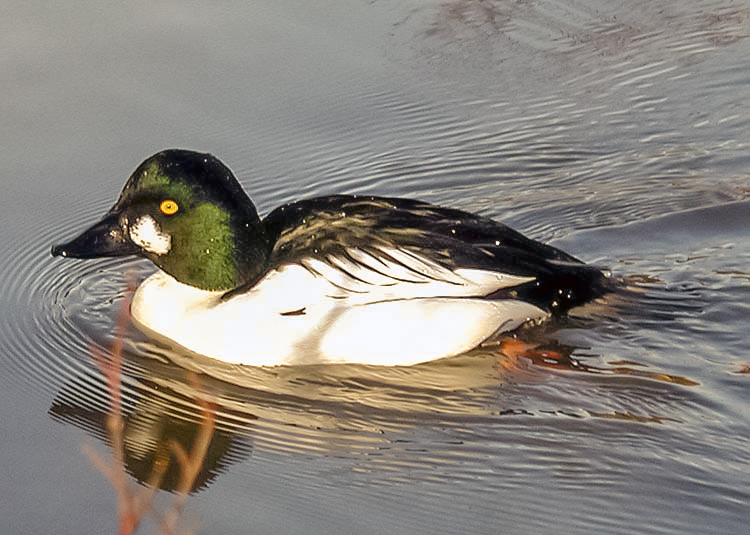
Brilduiker

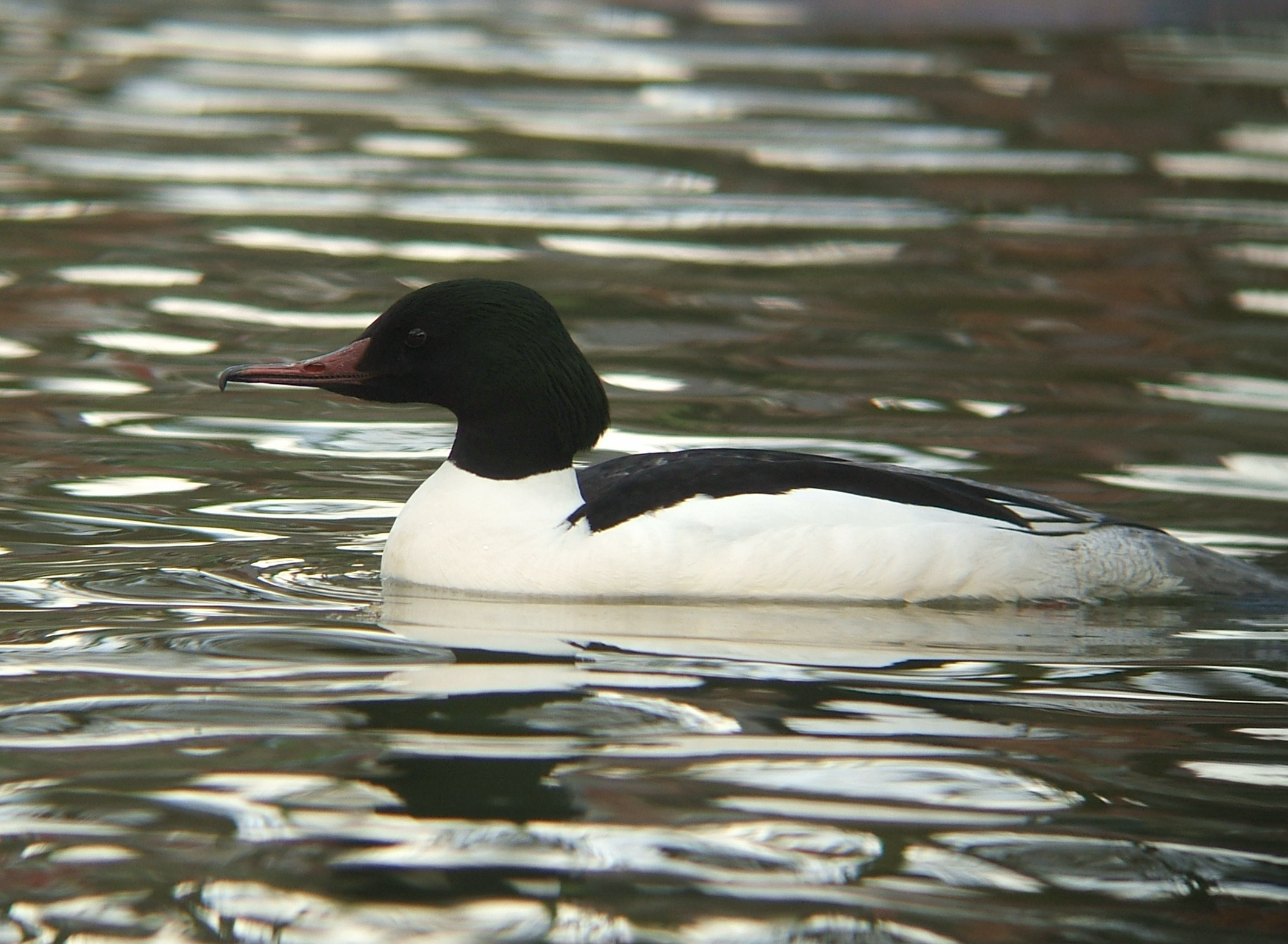
Grote zaagbek

De Merginae zijn een onderfamilie van voornamelijk in of nabij de zee levende eenden uit de familie Anatidae, de familie der eenden, ganzen en zwanen. Soms wordt de onderfamilie gezien als een tribus van de Anatinae, de Mergini. Tot de Merginae behoren de eiders, zee-eenden, zaagbekken en verwanten.

## Taxonomie
- Geslacht Clangula
  - IJseend (Clangula hyemalis)
- Geslacht Histrionicus
  - Harlekijneend (Histrionicus histrionicus)
- Geslacht †Camptorhynchus
  - †Labradoreend (Camptorhynchus labradorius)
- Geslacht Polysticta
  - Stellers eider (Polysticta stelleri)
- Geslacht Somateria
  - Brileider (Somateria fischeri)
  - Eidereend (Somateria mollissima)
  - Koningseider (Somateria spectabilis)
- Geslacht Melanitta
  - Zwarte zee-eend (Melanitta nigra)
  - Amerikaanse zee-eend (Melanitta americana)
  - Grote zee-eend (Melanitta fusca)
  - Amerikaanse grote zee-eend (Melanitta deglandi)
  - Aziatische grote zee-eend (Melanitta stejnegeri)
  - Brilzee-eend (Melanitta perspicillata)
- Geslacht Bucephala
  - Brilduiker (Bucephala clangula)
  - IJslandse brilduiker (Bucephala islandica)
  - Buffelkopeend (Bucephala albeola)
- Geslacht Mergellus
  - Nonnetje (Mergellus albellus)
- Geslacht Lophodytes
  - Kokardezaagbek (Lophodytes cucullatus)
- Geslacht Mergus
  - Middelste zaagbek (Mergus serrator)
  - †Nieuw-Zeelandse zaagbek (Mergus australis)
  - Grote zaagbek (Mergus merganser)
  - Braziliaanse zaagbek (Mergus octosetaceus)
  - Chinese zaagbek (Mergus squamatus)

## Nederlandse soorten
In Nederland komen 8 soorten voor, voornamelijk op of aan zee.
- Eidereend (Somateria mollissima)
- Zwarte zee-eend (Melanitta nigra)
- Grote zee-eend (Melanitta fusca)
- IJseend (Clangula hyemalis)
- Brilduiker (Bucephala clangula)
- Nonnetje (Mergellus albellus)
- Grote zaagbek (Mergus merganser)
- Middelste zaagbek (Mergus serrator)

Boomeenden (Dendrocygninae) · Witrugeend (Thalassorninae) · Zwanen en ganzen (Anserinae) · Stippeleend (Stictonettinae) · Spoorwiekgans (Plectropterinae) · Halfganzen (Tadorninae) · Grondeleenden en duikeenden (Anatinae) · Eiders, zee-eenden, zaagbekken, etc (Merginae) · Stekelstaarteenden (Oxyurinae)
Grondeleenden (Anatini) · Duikeenden (Aythyini) · Lepelbekeenden (Malacorhynchini) · Zee-eenden, eiders, zaagbekken en verwanten (Mergini) · Stekelstaarteenden (Oxyurini)